# Eugène François van Hoobrouck de Mooreghem
Eugène François, baron van Hoobrouck de Mooreghem, né le 27 avril 1756 à Gand et mort le 8 octobre 1843 à Ypres, est un homme politique belge.

## Biographie
Eugène François van Hoobrouck de Mooreghem est le fils d'Emmanuel Charles van Hoobrouck, seigneur d'Aspre, échevin et trésorier de Gand, et d'Eleonore Franziska Philippine Schifer, Freiin von und zu Freiling auf Daxberg.

## Mandats et fonctions
- Trésorier général de la ville de Gand : 1778-1794
- Membre des États de Flandre : 1787
- Membre des États généraux du Congrès des États belgiques unis : 1790
- Membre de la garde d'honneur de Napoléon à Gand : 1803
- Conseiller général du département de l'Escaut : 1803-1814
- Directeur général Droits réunis : 1804-1810
- Conseiller d'intendance du département de l'Escaut : 1814
- Bourgmestre de Moregem : 1830-1843
- Conseiller provincial de Flandre orientale : 1836-1840
- Membre du Congrès national de Belgique : 1830-1831
- Membre du Sénat : 1831-1835